# Långbäcken
Långbäcken är en by i Fredrika distrikt (Fredrika socken) i Åsele kommun i Västerbottens län (Lappland), längs vägen Fredrika - Västermyrriset, historisk länsväg 352. I byn ligger Långbäckens kapell.